# Radio Veritas
Radio Veritas is een rooms-katholieke radiozender in Azië. Radio Veritas zendt gebruikmakend van de korte golf uit vanuit de Filipijnse stad Quezon City. De radiozender speelde in 1986 een belangrijke rol tijdens de EDSA-revolutie in de Filipijnen, die leidde tot de val van Ferdinand Marcos op 25 februari van dat jaar.

## Geschiedenis
De oorsprong van Radio Veritas ligt bij paus Pius XII, die kort na de Tweede Wereldoorlog nadacht over mogelijkheden om Azië te evangeliseren en de opmars van het communisme op het continent tot staan te brengen. Zijn idee was daarbij om gebruik te maken van een radiozender. Na zijn overlijden werd zijn idee overgenomen door paus Johannes XXIII. In december 1958 besloten afgevaardigden op de Conferentie van bisschoppen van Zuidoost-Azië in Manilla uiteindelijk unaniem tot oprichting van de katholieke radiozender, die zou uitzenden vanuit de Filipijnen.
Door allerlei organisatorische problemen werd Radio Veritas pas elf jaar later geïnaugureerd. In 1973 ging de kortegolfzender kapot en werden de internationale uitzendingen gestaakt. De nieuwe aartsbisschop van Manilla, Jaime Sin beloofde echter in 1975 op een bijeenkomst van de Aziatische bisschoppenconferenties in Taipei de zender weer operationeel te krijgen. Sin slaagde erin om nieuwe financiering voor de zender rond te krijgen en in 1976 begon de zender weer met uitzendingen in twee talen. Vier jaar later zond men uit in veertien verschillende talen.
Na de moord op oppositieleider Ninoy Aquino was Radio Veritas de enige zender die hier direct over berichtte. Ook de dagen erna zond de zender alle ontwikkelingen rondom de aanslag en de uiteindelijke begrafenis uit, zonder zich daarbij te laten beperken door de censuur van de Filipijnse overheid. De zender stond vanaf dat moment bekend bij het Filipijnse publiek bekend als "The Voice of Truth". De jaren erna bleef het station berichten over de vele demonstraties tegen het bewind van Marcos, zond het toespraken van Aquino's weduwe Corazon Aquino uit en volgde het station de verkiezingscampagne, nadat bekend werd dat ze het zou opnemen tegen Marcos bij de vroegtijdige presidentsverkiezingen in 1986.
Na die verkiezingen speelde de zender een belangrijke rol tijdens de EDSA-revolutie, die leidde tot de val van Ferdinand Marcos op 25 februari van dat jaar. Radio Veritas was het enige medium dat het Filipijnse volk op de hoogte hield van de gebeurtenissen. Ook zond Radio Veritas op 22 februari 1986 's avonds de boodschap van kardinaal Jaime Sin aan het Filipijnse volk uit, waarin Sin het Filipijnse volk opriep om de opstandelingen te gaan helpen. Dit viel bij Marcos niet in goede aarde en de volgende ochtend vroeg vernietigde een groepje van vijftig gewapende mannen de vijf zenders van het station. De oproep had zijn werk echter al gedaan. Er werd massaal gehoor gegeven en drie dagen later zag Marcos zich gedwongen om het land te ontvluchten, waarna hij als president werd opgevolgd door Corazon Aquino. Voor de belangrijke bijdrage aan het herstel van de democratie kreeg Radio Veritas in 1986 de Ramon Magsaysay Award.